# 伊尔汗·奥马尔
伊尔汗·奥马尔（阿拉伯语：‎，1982年10月4日—）是索馬利亞裔的美国政治人物，2019年當選联邦众议员至今。2016年，奥马尔以明尼苏达民主-农民-劳工党党员身份当选明尼苏达州众议员，是美国历史上首位当选议员的索马里裔美国人。2018年11月6日，她成功当选代表明尼苏达州第五国会选区的联邦众议员。由此她不仅成为了首位索马里裔国会议员，同时也是首位非洲出身并归化入籍的国会议员。此外，她还与拉希达·特莱布一同成为了国会历史上首两位穆斯林女性议员。
奥马尔担任国会进步核心小组的副主席，并倡导15美元的最低工资、全民医疗保健、学生贷款债务豁免、保护儿童入境延期行动以及废除美国移民和海关执法局（ICE）。奥马尔经常批评以色列，他支持抵制、撤资和制裁运动，谴责以色列在巴勒斯坦被占领土上的定居点政策和军事行动，以及亲以色列游说团体在美国政治中的影响。2023年2月，共和党控制的众议院投票决定罢免奥马尔在外交事务委员会的席位，理由是她过去对以色列的评论以及对她的客观性的担忧。。
奥马尔是美国国会中第一位索马里裔美国人，也是第一位代表明尼苏达州的有色人种女性。她也是最早在国会任职的两名穆斯林女性之一（与拉希达·特莱布一起）。由于她的背景，她一直是包括唐纳德·特朗普在内的政治对手贬损言论的目标。她也是几次死亡威胁的目标。

## 早年生活
奥马尔于1982年10月4日出生于索马里摩加迪休，早年在索马里拜多亚度过。她是七个兄弟姐妹中最小的一个，其中包括姐姐萨赫拉·诺尔。她的父亲努尔·奥马尔·穆罕默德是索马里东北部马吉尔廷部族的索马里族人，是西亚德·巴雷领导的索马里军队的上校，在1977-78年索马里和埃塞俄比亚之间的欧加登战争中表现出色，还担任培训师。她的母亲法杜玛·阿布卡尔·哈吉·侯赛因是贝纳德里人，在伊尔汗两岁时去世。她由父亲和祖父抚养长大，他们是温和的逊尼派穆斯林，反对瓦哈比派对伊斯兰教的僵化解释。她的祖父阿布卡尔是索马里国家海洋运输局局长，奥马尔的一些叔叔阿姨也曾担任公务员和教育工作者。她和家人逃离索马里以躲避索马里内战，并在靠近索马里边境的肯尼亚加里萨县的达达阿布难民营度过了四年。
奥马尔的家人在美国获得了庇护，并于1995年抵达纽约，然后在弗吉尼亚州阿灵顿县住了一段时间，然后搬到明尼阿波利斯定居，她的父亲先是在那里当出租车司机，后来在邮局工作。她的父亲和祖父在她的成长过程中强调了民主的重要性，14岁时，她陪同祖父参加党团会议，并担任他的翻译。她谈到了她在弗吉尼亚州期间遭受的学校欺凌，这是由于她独特的索马里外表和戴头巾所引起的。她回忆起在换衣服去上体育课时，口香糖被按在头巾上，被推下楼梯，还有身体上的嘲笑。奥马尔记得她父亲对这些事件的反应：“他们对你做了一些事情，因为他们觉得你的存在在某种程度上威胁到了他们。”奥马尔于2000年成为美国公民，当时她17岁。
奥马尔就读于托马斯·爱迪生高中，2001年毕业，并自愿担任学生组织者。她于2011年毕业于北达科他州立大学，获得政治学和国际研究学士学位。奥马尔是明尼苏达大学汉弗莱公共事务学院的政策研究员。

## 职业早期

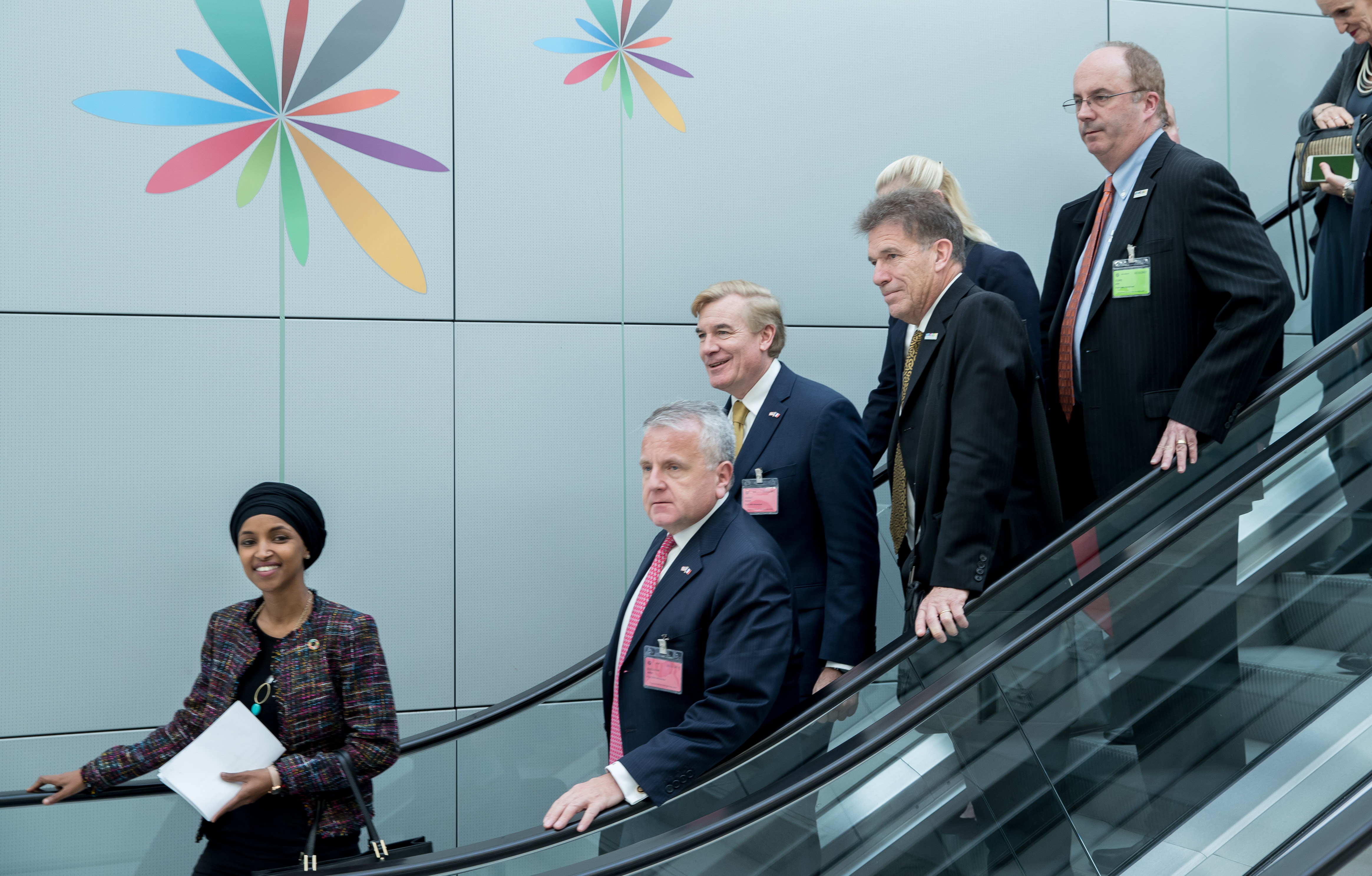
奥马尔与外交官约翰·苏利文一起在巴黎参加明尼苏达世界博览会申办活动

奥马尔的职业生涯始于明尼苏达大学的社区营养教育工作者，2006年至2009年在大明尼阿波利斯-圣保罗都会区担任该职位。2012年，她担任卡丽·迪奇克竞选明尼苏达州参议院连任的竞选经理。2012年至2013年，她是明尼苏达州教育部的儿童营养外展协调员。
2013年，奥马尔负责管理安德鲁·约翰逊在明尼阿波利斯市议会的竞选活动。约翰逊当选后，她在2013年至2015年期间担任他的高级政策助理。在2014年2月发生的一场有争议的选区党团会议上，她遭到五人袭击并受伤。据MinnPost报道，在党团会议的前一天，明尼阿波利斯市议会议员阿布迪·瓦尔萨梅告知约翰逊去警告奥马尔不要参加会议。
截至2015年9月，奥马尔担任妇女组织妇女网络政策倡议主任，倡导东非妇女担任公民和政治领导角色。2018年9月，Roll Call的杰夫·西里略称她为“进步的新星”。

## 明尼苏达州众议院

### 选举

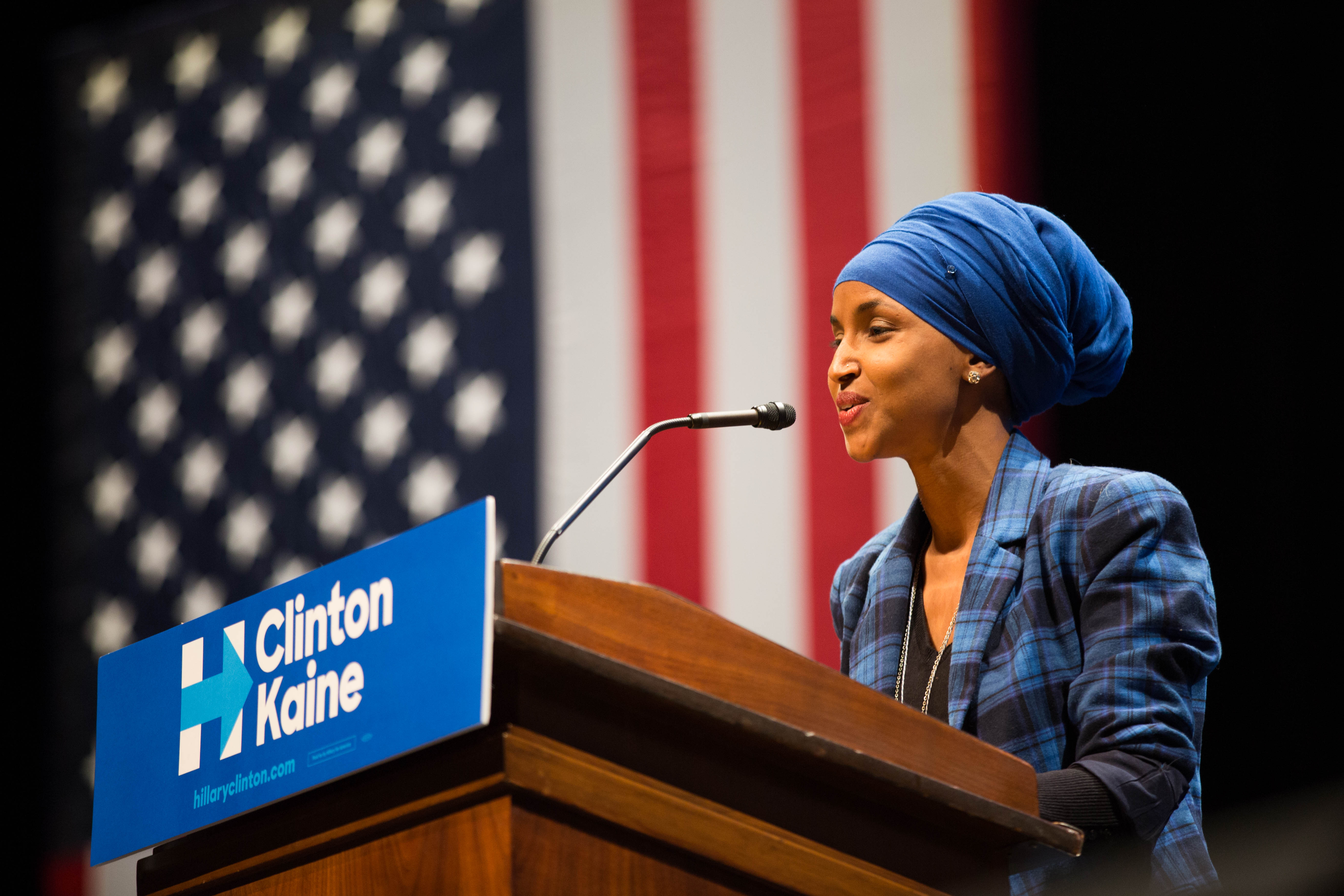
2016年10月，当时是明尼苏达州众议院候选人的奥马尔在明尼苏达大学演讲

2016年，奥马尔参加了明尼苏达州众议院60B区的民主党-农民-劳工党（DFL）竞选，该区包括明尼阿波利斯东北部的一部分。8月9日，奥马尔在DFL初选中击败了马哈茂德·努尔和现任议员菲利斯·卡恩。她在大选中的主要对手是共和党候选人阿布迪马利克·阿斯卡尔，索马里裔美国人社区的另一位活动家。8月下旬，阿斯卡尔宣布退出竞选。11月，奥马尔赢得大选，成为美国第一位索马里裔美国议员。她的任期从2017年1月3日开始。

### 任期活动
在担任60B区州代表期间，奥马尔是DFL党团的助理少数党领袖。她在2017-2018年的立法会期间撰写了38项法案。

### 委员会任务
- 民法和数据实践政策
- 高等教育与职业准备政策与金融
- 州政府财政

### 财务透明性问题
2018年，共和党州众议员史蒂夫·德拉兹科夫斯基公开指责奥马尔违反竞选财务规定，声称她使用竞选资金支付离婚律师的费用，并且她接受公立大学的演讲费违反了明尼苏达州众议院的规定。奥马尔回应称，律师费不是针对个人的，而是与竞选活动有关；她主动提出退还演讲费。德拉兹科夫斯基后来指责奥马尔不正当地将竞选资金用于前往爱沙尼亚和美国的个人旅行奥马尔的竞选团队认为这些指控是出于政治动机，并指责德拉兹科夫斯基使用公共资金骚扰一名穆斯林候选人。在回应明尼阿波利斯星论坛报的一篇针对奥马尔应该对竞选资金的使用更加透明社论时，她表态说：“这些人是历史上令人不安的系统的一部分，这些系统的动机是压制、抹黑和非人性化威胁建制派的影响者。”
2019年6月，明尼苏达州竞选财务官员裁定，奥马尔必须偿还她违反州法律在州外旅行和纳税申报上花费的3500美元，外加500美元的罚款。竞选财务委员会的调查还发现，2014年和2015年，奥马尔与一名她没有合法结婚的男子共同报税。与一些州不同，明尼苏达州不承认普通法婚姻，因此这种共同报税在法律上是不允许的。但专家表示，如果纳税人在三年内提交更正，就像奥马尔的律师和会计师在2016年所做的那样，那么通常不会产生进一步的后果，除非存在重大差异或欺诈意图，否则美国国税局不太可能采取惩罚措施。针对美联社的置评请求，她的竞选团队发表声明称：“众议员奥马尔的所有税务申报都完全符合所有适用的税法。”

## 美国众议院

### 选举

#### 2018年

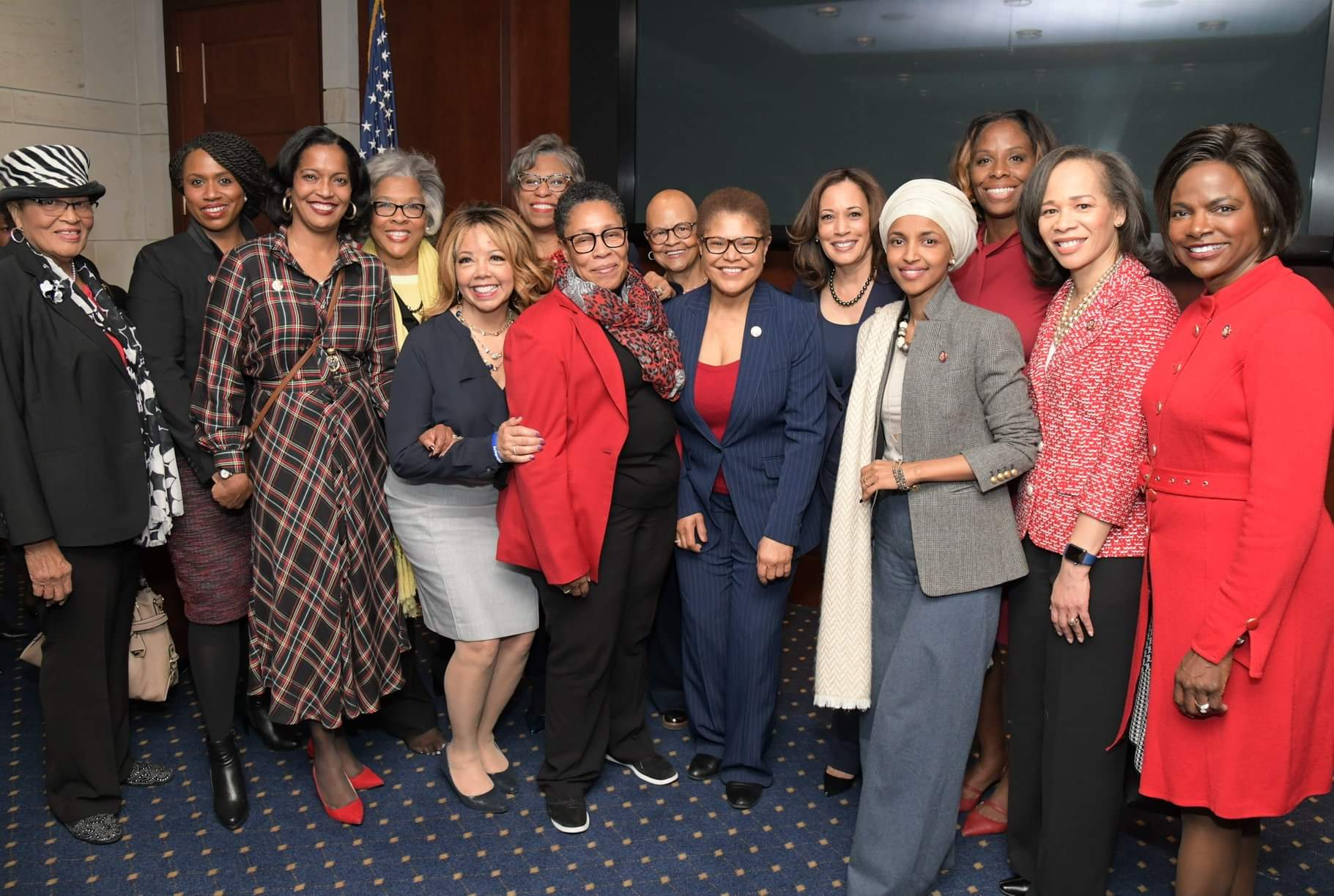
2019年1月，奥马尔与国会黑人核心小组的其他成员在一起

2018年6月5日，奥马尔在明尼苏达州第五国会选区申请竞选美国众议院议员，此前六届现任议员凯斯·埃里森宣布他不会寻求连任。6月17日，经过两轮投票，她获得了明尼苏达州民主党-农民-工党的支持。奥马尔以48.2%的选票赢得了8月14日的初选。第五选区是明尼苏达州和上中西部最支持民主党的选区（库克党派投票指数为D+26），自1963年以来，DFL一直保持着这一选区。在11月6日的大选中，她与医护人员和保守派活动家詹妮弗·齐林斯基（Jennifer Zielinski）对决，以78.0%的选票获胜，成为第一位当选美国国会议员的索马里裔美国人，第一位担任明尼苏达州众议员的有色人种女性，并且（与前密歇根州众议员拉希达·特莱布（Rashida Tlaib）一起）是第一位当选国会议员的穆斯林女性之一。
奥马尔在州历史上获得了美国众议院任何女性候选人中最高的投票率，也是州历史上美国众议院非现任候选人（不包括那些只与小党派候选人竞争的候选人）获得的最高投票率。她在祖父拥有的《古兰经》副本上宣誓就职。

#### 2020年

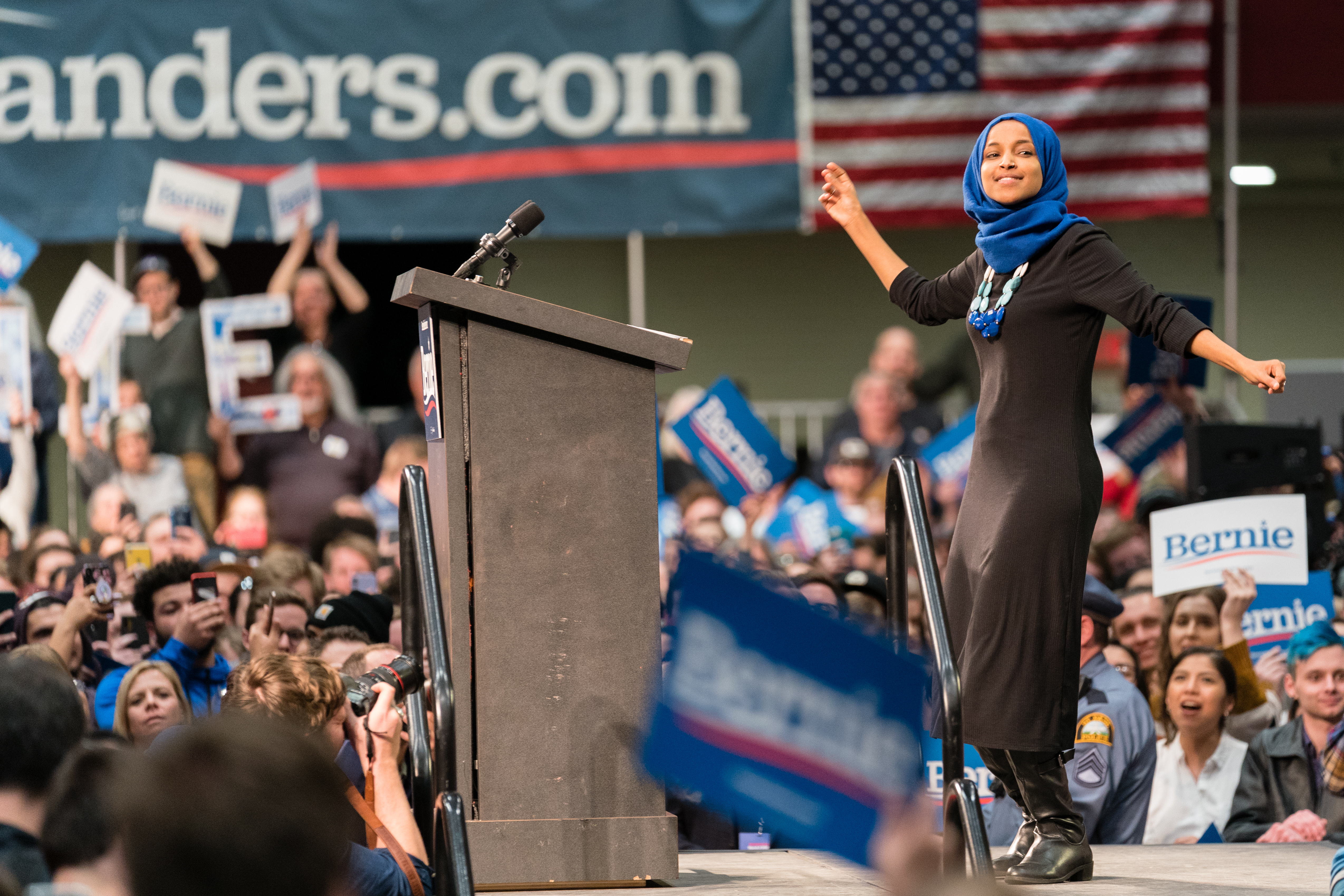
2020年，奥马尔在伯尼·桑德斯的总统竞选活动上起舞

奥马尔在8月11日的民主党初选中赢得了民主党提名，她在初选中面对四名对手。最强的是调解律师安东·梅尔顿-莫克斯，他在2020年4月至6月筹集了320万美元，而奥马尔筹集了约50万美元；梅尔顿-莫克斯的大部分资金来自亲以色列团体。梅尔顿-莫克斯也得到了明尼苏达州最大的报纸《星论坛报》的支持。这导致一些分析人士预测竞选将势均力敌，但奥马尔获得了57.4%的选票，梅尔顿-莫克斯获得了39.2%的选票。在11月3日的大选中，她以64.3%的选票击败了共和党候选人莱西·约翰逊和现在让大麻合法党候选人迈克尔·摩尔，约翰逊获得25.8%的选票，摩尔获得9.5%的选票。奥马尔在该地区的获胜优势比拜登低24个百分点，是全国所有民主党人中表现最差的，FiveThirtyEight的纳撒尼尔·拉基奇将其归因于共和党支出的增加和摩尔的进步亲大麻运动。

#### 2022年
在8月9日的民主党初选中，奥马尔面对前明尼阿波利斯市议员唐·塞缪尔斯和其他三名对手。这场运动主要关注犯罪和奥马尔的执政效率。奥马尔的竞选活动花费了80万美元（塞缪尔斯花费了210美元）；塞缪尔在电视上做广告，而奥马尔的竞选团队没有。奥马尔以50.3%的选票赢得了初选，塞缪尔斯的得票率为48.2%，差距不到2500票。

#### 2024年
奥马尔正在寻求连任第四个任期。她在8月13日的民主党初选中以56%的选票战胜了在2022年初选中击败的唐·塞缪尔斯、蒂姆·彼得森和萨拉·加德。

### 任期
奥马尔当选后，美国众议院对头巾的禁令进行了修改，奥马尔成为第一位在众议院戴头巾的女性。她是名为“小队”的非正式组织的成员，该组织的成员组成了一个统一战线，推动绿色新政和全民医疗保险等渐进式变革。“小队”的其他成员是阿扬娜·普雷斯利、拉希达·特莱布和亚历山德里娅·奥卡西奥-科尔特斯。
CNN商业的布里安·斯特尔特发现，从2019年1月到7月，奥马尔在福克斯新闻上的提及次数大约是CNN和MSNBC的两倍，是众议院民主党领袖吉姆·克莱伯恩的六倍。CBS新闻和YouGov在7月17日至19日对近2100名美国成年人进行的一项民意调查发现，共和党受访者比民主党受访者更了解奥马尔。奥马尔在共和党受访者中的支持率非常低，在民主党受访者中的接受率很高。小队的其他三名成员也是如此。

#### 立法
2019年7月，奥马尔提出了一项由拉希达·特莱布和佐治亚州众议员约翰·路易斯共同发起的决议，称“所有美国人都有权参与抵制，在国内外追求受宪法第一修正案保护的公民权利和人权”。该决议“反对限制使用抵制来促进国内外民权的违宪立法努力”，并“敦促国会、各州和所有社区的民权领袖通过反对反抵制决议和立法，努力维护所有人的倡导自由”。同月，奥马尔是17名投票反对众议院谴责BDS运动决议的国会议员之一。
2021年1月7日，奥马尔率领一个由13名众议院议员组成的小组，以重罪和轻罪的指控对唐纳德·特朗普提出弹劾条款。这些指控与特朗普涉嫌干预2020年佐治亚州总统选举以及其支持者煽动袭击华盛顿特区美国国会大厦有关，袭击发生在2020年总统选举选举人票认证期间，该认证确认了乔·拜登的胜利。

### 委员会任务
第118届美国国会:
- 美国众议院教育和劳动力委员会
  - 健康、就业、劳动和养老金小组委员会
  - 劳动力保护小组委员会
- 预算委员会

### 党团
- 国会进步党团副主席
- 国会黑人党团

### 2021年国会山骚乱
在2021年美国国会大厦袭击事件发生后，奥马尔说，这次经历非常令人创伤，创伤将持续很长时间。她说，当疏散开始时，她开始担心自己的生命安全，当她被护送到一个安全区域时，她给孩子们的父亲打了一个电话，“确保他会继续告诉我的孩子，如果我不出来，我爱他们。”她说，“国会大厦的面貌将永远改变。他们没有成功地阻止民主的运作，但我确实相信他们成功地结束了我们民主的开放。”

## 政治立场

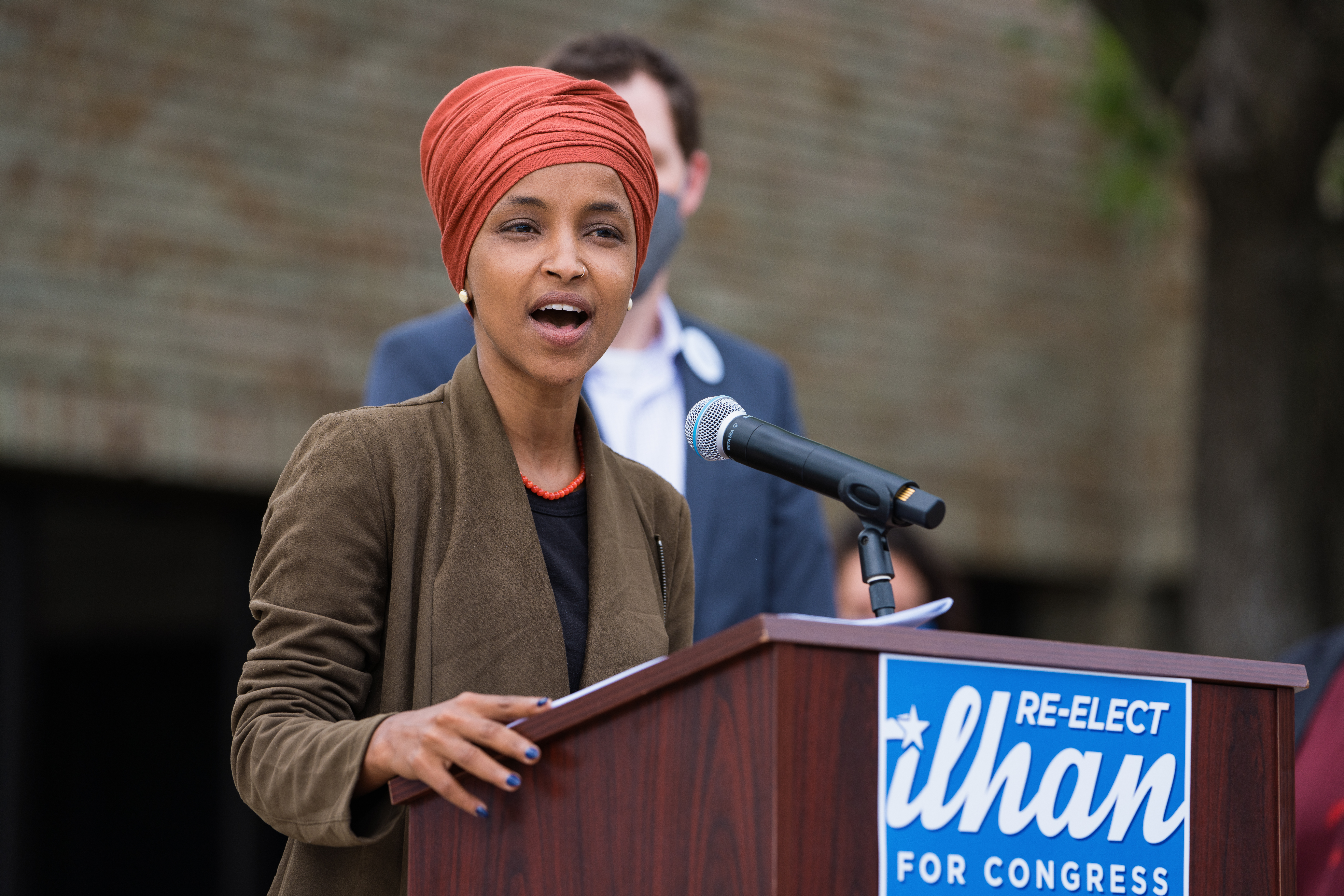
奥马尔在2020年众议院再选活动上演讲

### 教育
奥马尔支持更广泛地获得学生贷款豁免计划，并为家庭收入低于12.5万美元的大学生提供免费学费。奥马尔支持伯尼·桑德斯的计划，即通过对股票交易征收0.5%的税和对债券交易征收0.1%的税来消除所有1.6万亿美元的未偿还学生债务；她在众议院提出了一项配套法案。2019年6月，奥马尔和参议员蒂娜·史密斯提出了《学校无羞耻法案》，该法案将结束对拖欠学校餐费的学生的标记和惩罚。

### 医疗
奥马尔支持《扩大和改进全民医疗保险法案》中提出的全民医疗保险。
2022年7月19日，在美国最高法院驳回了多布斯诉杰克逊妇女健康组织案中的罗诉韦德案后，奥马尔和其他17名国会议员因在最高法院大楼外抗议生殖权利时拒绝清理街道而因公民不服从行为被捕。

### 人权活动
奥马尔批评了沙特阿拉伯侵犯人权的行为以及沙特阿拉伯领导的对也门的干预。2018年10月，她在推特上写道：“沙特政府可能一直在战略性地掩盖对少数民族、妇女、活动家甚至#也门种族灭绝的日常暴行，但谋杀#贾迈勒·卡舒吉应该是他们被允许犯下的最后一个恶行。”她还呼吁抵制沙特阿拉伯政权，推特上写着：“#BDSSaudi。”沙特阿拉伯政府的回应是，它控制了数十个匿名推特魔怔人账户，发布批评奥马尔的推文。
奥马尔谴责中国对待维吾尔族人民的方式。在《华盛顿邮报》的一篇专栏文章中，奥马尔写道：“如果我们不以同样的标准对待埃及、阿拉伯联合酋长国和巴林，我们对伊朗造成的压迫和地区不稳定的批评是不合法的。我们不能继续对沙特阿拉伯的镇压视而不见，沙特阿拉伯一直是最严重的人权侵犯者之一。”她还谴责了叙利亚的阿萨德政权。奥马尔批评了特朗普对伊朗实施进一步制裁的决定，称制裁摧毁了“该国的中产阶级，加剧了对美国的敌意，两国之间的紧张局势上升到了危险的程度。”
奥马尔谴责2019年斯里兰卡复活节爆炸事件，并在推特上写道：“任何信仰的人都不应该在他们的礼拜堂里感到恐惧。”
奥马尔反对2019年10月土耳其对叙利亚东北部的进攻，他写道：“土耳其入侵叙利亚东北部后发生的事情是一场灾难——数万名平民被迫逃离，数百名伊斯兰国武装分子逃离，土耳其支持的反政府武装被可信地指控对库尔德人实施暴行。”
2019年10月，奥马尔在第296号决议中投票“出席”，承认亚美尼亚种族灭绝，引起强烈反对。她在一份声明中说，“对种族灭绝的问责和承认不应被用作政治斗争中的棍棒”，并认为这一步骤应包括大西洋奴隶贸易和美洲原住民种族灭绝。11月，在她有争议的投票后，奥马尔在总统候选人伯尼·桑德斯的集会上公开谴责亚美尼亚种族灭绝。

### 移民
在2019年3月的一次Politico采访中，奥马尔批评了巴拉克·奥巴马在墨西哥边境“把孩子关在笼子里”。奥马尔指责Politico歪曲了她的评论，并表示她一直在“说特朗普总统与奥巴马有何不同，以及为什么我们应该关注政策而不是政治”，并补充道，“一个是人，另一个真的不是。”
2019年6月，奥马尔是投票反对《南部边境人道主义援助和安全紧急补充拨款法案》的四名民主党代表之一，该法案是一项45亿美元的边境拨款法案，要求海关和边境保护局为被拘留者制定健康标准，如“医疗紧急情况；营养、卫生和设施；以及人员培训”标准。“向侵犯人权的组织以及指导这些侵犯人权行为的政府投入更多资金不是解决方案。这是一场人道主义危机……是我们自己的领导层造成的，”她说。

### 基础设施支出
2021年11月5日，奥马尔是六名与民主党决裂并投票反对《基础设施投资和就业法》的众议院民主党人之一，因为该法案与《重建美好法》中的社会安全网络条款脱钩。

### 以色列-巴勒斯坦冲突

#### 支持抵制活动和其他批评
在明尼苏达州立法机构任职期间，奥马尔对以色列政府持批评态度，并反对一项禁止该州与支持抵制、撤资和制裁（BDS）运动的公司合作的法律。她将这场运动比作“抵制”南非种族隔离。在众议院竞选期间，她表示不支持BDS运动，称其对和平适得其反。选举后，她的立场发生了变化，因为她的竞选办公室告诉穆斯林女士，尽管“对该运动在实现持久解决方案方面的有效性持保留态度”，但她支持BDS运动。奥马尔表示支持两国解决方案来解决以巴冲突。她批评以色列在约旦河西岸占领的巴勒斯坦领土上建造定居点。
2018年，奥马尔因在明尼苏达州立法机构任职前对以色列发表的言论而受到批评。在2012年的一条推文中，她写道：“以色列催眠了世界，愿真主唤醒人民，帮助他们看到以色列的邪恶行径。”这一评论，特别是以色列“催眠了世界”的评论，被批评为使用了反犹太主义的比喻。然后《纽约时报》专栏作家巴里·韦斯写道，奥马尔的声明与千年前的“犹太人作为催眠阴谋者的阴谋论”有关。在一次采访中，当被问及她将如何回应那些认为这句话具有冒犯性的美国犹太人时，奥马尔回答说：“我不知道我的评论会如何冒犯犹太裔美国人。我的评论正是针对加沙战争期间发生的事情，我清楚地谈到了以色列政权在那场战争中的行为方式。”在阅读了韦斯的评论后，奥马尔为没有“否认我在不知不觉中使用的反犹主义比喻”而道歉。
2019年9月，奥马尔谴责本雅明·内塔尼亚胡吞并被占领的约旦河谷东部的计划。奥马尔说，以色列人不应该在2019年9月以色列议会选举中投票给内塔尼亚胡。

#### 对AIPAC和美国支持以色列的言论
2019年2月，共和党众议院少数党领袖凯文·麦卡锡威胁要对支持BDS运动的奥马尔和拉希达·特莱布“采取行动”。当记者格伦·格林沃尔德回应说，“美国政治领导人花了多少时间保卫一个外国，即使这意味着攻击美国人的言论自由权”，并标记奥马尔发表评论时，她引用了嘻哈歌曲《这都是关于本杰明的》中的一句话，暗指100美元钞票的俚语。民主党和共和党政客都指责她在犹太人和金钱问题上使用了反犹主义的比喻，尽管一些民主党政客为奥马尔的言论辩护。奥马尔后来说，她指的是美国亲以色列游说者的影响，尤其是AIPAC。
包括众议院议长南希·佩洛西、多数党领袖斯坦尼·霍耶和多数党党鞭吉姆·克莱伯恩在内的多位民主党领导人谴责了这条推文，认为这意味着金钱正在助长美国政客对以色列的支持。民主党众议院领导层发表声明，指责奥马尔“使用了极具攻击性的反犹主义比喻”。美国犹太民主委员会（JDCA）也谴责了她的言论。奥马尔第二天发表了道歉声明，说：“我感谢犹太盟友和同事，他们正在教育我反犹太主义比喻的痛苦历史”，并补充道：“我重申游说者在我们的政治中的问题作用，无论是AIPAC、NRA还是化石燃料行业。”反诽谤联盟指责她宣扬关于犹太人在政治中影响力的“丑陋阴谋论”。记者彼得·拜纳特在推特上表示这场争议是关于“监督美国对以色列的辩论”，认为奥马尔的声明不准确、错误和不负责任，但认为她的国会批评者在巴以问题上比奥马尔更“偏执”。
2019年2月27日，奥马尔在谈到她的批评者时说：“我想谈谈这个国家的政治影响力，即人们可以推动效忠外国。”这些声明很快就被批评为使用了反犹主义的比喻。众议院外交事务委员会主席艾略特·恩格尔表示，“质疑美国公民的忠诚度是非常无礼的”，并要求奥马尔收回她的声明。众议院拨款委员会主席妮塔·罗伊也呼吁道歉，并在3月3日的推文中批评了这些言论，这导致了两人之间的在线交流。作为回应，奥马尔重申了她的立场，坚持认为她“不应该被期望为了在国会或委员会中为我的国家服务而效忠/承诺支持外国。”奥马尔说她只是在批评以色列，区分了对本雅明·内塔尼亚胡的批评和反太主义。奥马尔的发言人杰里米·斯莱文表示，奥马尔公开谈论“游说团体对外国利益的不当影响”。
2020年民主党总统候选人的反应喜忧参半。参议员伊丽莎白·沃伦、卡玛拉·哈里斯和伯尼·桑德斯为奥马尔辩护。参议员科瑞·布克（Cory Booker）认为她的言论“令人不安”，但他承认，对她的一些攻击具有“反伊斯兰情绪”。陆天娜表示，“那些对以色列持批评态度的人应该能够在不使用关于金钱或影响力的反太主义比喻的情况下表达他们的观点”，但也批评共和党人在特朗普总统“在夏洛茨维尔为白人至上主义者辩护”时“很少或根本没有谴责”。纽约市市长比尔·白思豪称奥马尔的言论“不可接受”。据《卫报》报道，OpenSecrets存档的选举记录“表明亲以色列的游说活动捐款与民主党总统候选人在争议中的立场之间存在相关性”。国会黑人党团的一些成员认为奥马尔是不公平的目标，因为她是一名黑人穆斯林，他们说“民主党领导层没有起草一份决议，谴责唐纳德·特朗普或其他白人男性共和党人的反犹主义言论。”第二轮言论促使民主党领导层提出一项决议，谴责反犹主义，但没有具体提及奥马尔。在一些国会进步民主党人反对后，该决议被修改为包括伊斯兰恐惧症、种族主义和恐同症。3月7日，众议院通过了修改后的决议。奥马尔称该决议“在许多方面都是历史性的”，并表示：“我们非常自豪能成为谴责包括反犹主义、种族主义和白人至上主义在内的一切形式偏执的机构的一员。”一些明尼苏达州犹太和穆斯林社区领袖后来对奥马尔的言论表示持续关切，并表示该问题在奥马尔所在的地区仍然存在分歧。
2019年3月7日，美国众议院以407票赞成、23票反对的结果谴责“反犹太主义、伊斯兰恐惧症、种族主义和其他形式的偏执”，以回应奥马尔关于以色列的言论。2023年2月2日，共和党领导的众议院在党派投票中通过了一项决议，将奥马尔从美国众议院外交事务委员会中除名，议长凯文·麦卡锡称之为“反复的反犹主义和反美言论”。许多著名的众议院民主党人支持奥马尔。2023年7月18日，她投票反对奥古斯特·普卢格提出的一项不具约束力的国会决议，该决议指出“以色列国不是种族主义或种族隔离国家”，国会拒绝“一切形式的反犹主义和仇外心理”，“美国将永远是以色列的坚定伙伴和支持者”。2023年10月16日，奥马尔签署了一项决议，呼吁以色列—哈马斯战争停火。她批评美国支持以色列轰炸加沙地带，造成加沙数千名巴勒斯坦平民死亡。2024年5月，奥马尔表示支持国际刑事法院对巴勒斯坦的调查，称国际刑事法院“必须被允许独立、不受干涉地开展工作”。2024年8月，她批评拜登政府向以色列运送武器，称“如果你真的想要停火，就停止运送武器。”

#### 被禁止进入以色列
2019年8月，奥马尔和众议员拉希达·特莱布被禁止进入以色列，这与以色列驻美国大使罗恩·德默2019年7月的声明相反，即“任何国会议员”都被允许进入以色列。以色列总理本雅明·内塔尼亚胡将这一禁令归因于以色列法律阻止呼吁抵制以色列的人入境（正如奥马尔和特莱布对BDS的支持）。内塔尼亚胡还援引奥马尔和特莱布的话说，她们的目的地是巴勒斯坦而不是以色列，因此他认为他们的访问是企图“伤害以色列并加剧其动荡”。内塔尼亚胡还表示，奥马尔和特莱布不打算访问或会见任何以色列政府或反对派官员，并指责奥马尔此行的赞助商米夫塔有支持针对以色列的恐怖主义成员（2016年，以色列批准了米夫塔共同赞助的五名美国代表访问以色列，但那是在以色列颁布反BDS法之前）。在禁令颁布前不到两个小时，特朗普总统在推特上表示，当奥马尔和特莱布“憎恨以色列和所有犹太人”时，以色列允许访问将“显示出极大的软弱”。奥马尔说，内塔尼亚胡已经屈服于特朗普的要求，“特朗普的穆斯林禁令是以色列正在实施的”。她回应内塔尼亚胡说，她打算会见以色列国会议员和以色列安全官员。民主党和共和党立法者都批评了这项禁令，并要求以色列撤销禁令。AIPAC发表声明称，它不同意以色列的举动，奥马尔和特莱布应该被允许“亲身体验以色列”，而美国犹太人委员会主席则发表了一份声明，同意AIPAC对此事的看法。美国众议员马克斯·罗斯也批评了禁止奥马尔的举动，称奥马尔和特莱布不是代表民主党发言。

### LGBT权利
2019年3月，奥马尔在一次集会上发表讲话，支持明尼苏达州的一项法案，该法案将禁止该州的同性恋回转疗法。当她还是明尼苏达州众议院议员时，她共同发起了一项类似的法案。2019年5月，奥马尔提出立法，对文莱最近出台的一项法律进行制裁，该法律将同性性行为和通奸行为判处死刑。2019年6月，她参加了明尼苏达州的双城骄傲游行。2019年8月，在巴勒斯坦权力机构禁止彩虹组织（Al Qaws）在约旦河西岸的活动后，奥马尔在推特上发文支持巴勒斯坦LGBT权利组织彩虹组织。

### 军事政策
奥马尔一直批评美国外交政策，并呼吁减少“永久战争和军事侵略”的资金，她表示，“知道我的税款为在也门杀害儿童的炸弹买单，我的心都碎了”，“华盛顿的每个人都说，我们的预算中没有足够的钱用于全民医疗保健，我们没有足够的资金来保证每个人的大学教育。”奥马尔批评了美国政府的无人机暗杀计划，引用了奥巴马政府“让世界各国嗡嗡作响”的政策。她说：“我们不需要美国以外的近800个军事基地来保障我们国家的安全。”
2019年，奥马尔签署了一封由众议员罗·康纳和参议员兰德·保罗领导的致特朗普总统的信，声称“早就应该控制超出国会授权的行使武力”，他们希望这将“成为未来结束敌对行动的典范，特别是在你和你的政府寻求政治解决我们在阿富汗的参与时”。
2020年5月，奥马尔在AIPAC的支持下签署了一封信，呼吁联合国继续对伊朗实施禁运，她的办公室指出，这是一个“我们找不到任何问题的狭隘要求”。她的办公室表示，她“长期以来”反对侵犯人权，但签署这封信不应被视为她支持特朗普政府对伊朗的政策。
2023年7月6日，拜登总统授权向乌克兰提供集束弹药，以支持乌克兰在俄罗斯占领的乌克兰东南部对俄罗斯军队的反攻。奥马尔反对这一决定，他说：“我们可以支持乌克兰人民的自由斗争，同时反对违反国际法的行为。”

### 最低工资

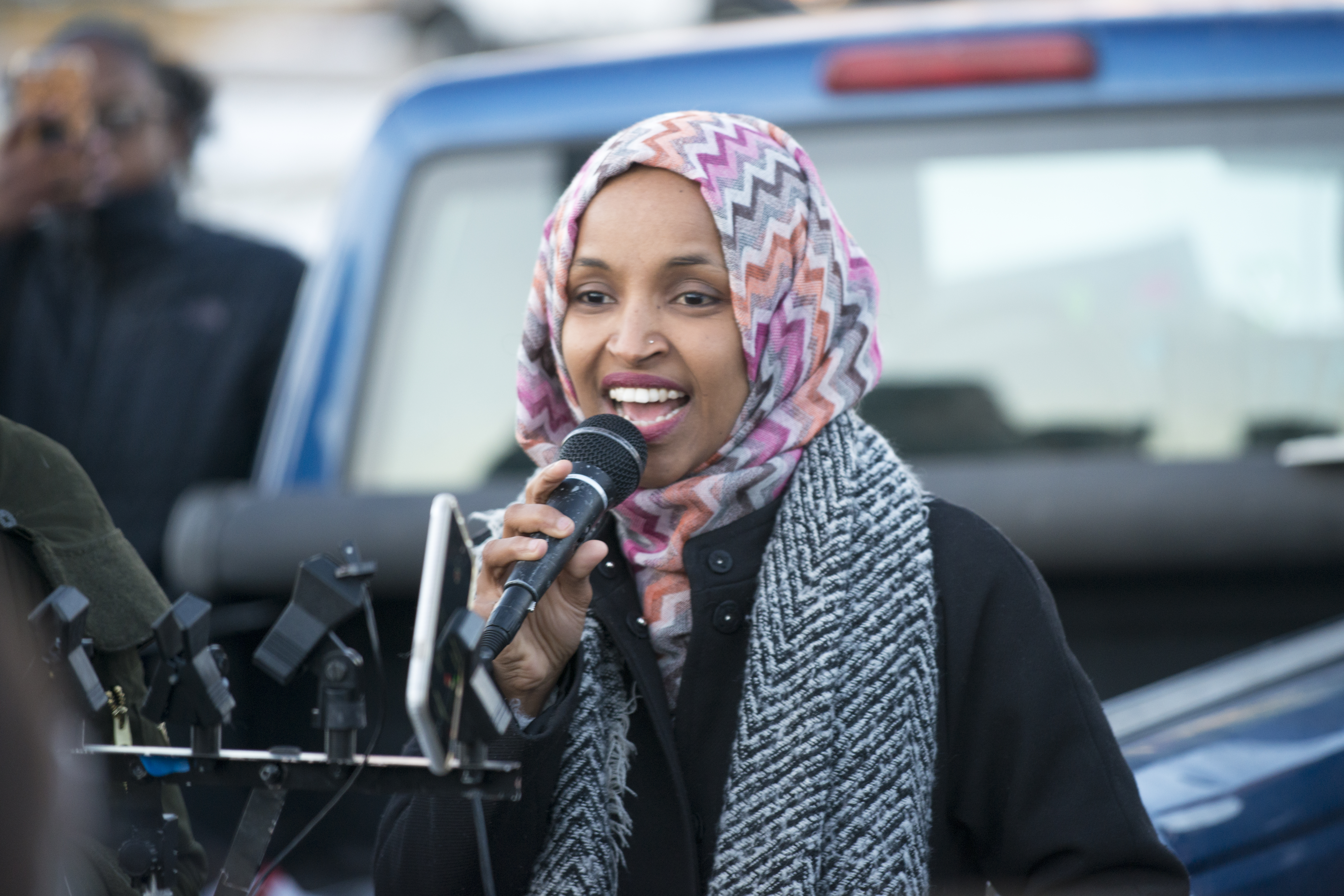
2018年12月，奥马尔在亚马逊员工抗议活动上演讲

奥马尔支持每小时15美元的最低工资。

### 明尼阿波利斯警察局
2020年6月，乔治·弗洛伊德被谋杀后，“取消对警察的资助”的口号广受欢迎。“黑人的命也是命”和其他活动人士使用这一短语呼吁削减警察预算，并计划将某些警察职责委托给其他组织。针对弗洛伊德的谋杀案，明尼阿波利斯市议会的大多数议员投票决定解散该市的警察局。明尼阿波利斯市长在一份声明中表示，他们计划努力解决“警察文化中的系统性种族主义”。弗洛伊德被谋杀后，奥马尔支持明尼阿波利斯废除警察运动，该运动试图解散明尼阿波利斯警察局，称该局“证明自己无法改革”。奥马尔希望看到一个以新泽西州卡姆登县警察局为蓝本的新警察局。

### TikTok
奥马尔反对TikTok禁令。2024年3月，她提出了第一修正案的担忧，反对一项法案，该法案将封禁中国所有者不出售的应用程序，她说：“我们应该针对社交媒体公司侵犯隐私的行为制定实际的标准和法规，而不是针对我们不喜欢的平台。”
3月12日，奥马尔被问及与TikTok有关的国家安全问题，例如中国利用该应用程序在美国扩大分裂，她回答说：“我们进行了一次情报简报，提供给我们的信息都没有说服力，因为有什么值得真正关切的事情”，并补充道：“在我们国家的历史上，美国人第一次（通过TikTok）获得巴勒斯坦人每天经历的恐怖的真实图像。”

### 委内瑞拉危机
2019年1月，在2019年委内瑞拉总统危机期间，奥马尔与民主党人罗·康纳和图尔西·加巴德一起谴责特朗普政府决定承认委内瑞拉国民议会议长胡安·瓜伊多为委内瑞拉临时总统。她将特朗普的行动描述为“美国支持的政变”，并表示美国不应“亲自挑选”外国领导人，应支持“墨西哥、乌拉圭和梵蒂冈促进和平对话的努力”。在回应对她的评论的批评时，奥马尔写道：“没有人在为马杜罗辩护”，反对美国的干预并不等同于支持一个国家的现有领导层。
2019年2月，奥马尔质疑特朗普于2019年1月任命为委内瑞拉特别代表的艾略特·艾布拉姆斯是否是正确的选择，因为他过去支持萨尔瓦多和危地马拉的右翼独裁政权，他最初对1982年埃尔莫索特大屠杀中报告的死亡人数持怀疑态度，以及他1991年因向国会隐瞒伊朗门事件的信息而被判两次轻罪，后来乔治·H·W·布什赦免了他。
2019年5月，奥马尔在《立即民主！》访谈中认为，美国的外交政策和经济制裁旨在改变政权，并造成了“委内瑞拉的破坏”。

## 死亡威胁和攻击

### DFL党团袭击
2014年2月4日，奥马尔在明尼苏达州众议院60B区DFL党团会议上遭到多名与会者的袭击。她当时正在组织这次活动，是明尼阿波利斯市议员安德鲁·约翰逊的政策助理。她被打成脑震荡，被送往医院。

### 死亡威胁
2019年2月，联邦调查局逮捕了美国海岸警卫队中尉克里斯托弗·保罗·哈森，据称他密谋暗杀包括奥马尔在内的美国多名记者和政治人物。据检察官称，哈森自称是“长期的白人种族主义者”和前光头党，他想用暴力“建立一个白人家园”。检察官还声称，哈森与一名美国新纳粹领导人有联系，储存了武器，并编制了一份打击名单。
2019年4月7日，小帕特里克·卡里内奥因在给奥马尔办公室的电话中威胁要袭击和谋杀奥马尔而被捕。据报道，他告诉调查人员，他不希望穆斯林进入政府。2019年5月，卡里内奥被释放并软禁。他于11月19日认罪。奥马尔请求法庭对他宽大处理。
2019年4月，奥马尔表示，在特朗普对她和9·11事件发表评论后，她收到了更多的死亡威胁，“许多人直接引用或回复了总统的视频”。2019年8月，她发表了一份匿名威胁，称自己会在明尼苏达州博览会上遭到枪击，并表示这种威胁是她现在有安全保护的原因。2019年9月，她声称特朗普转发了一条推特，谎称她“参加了9·11周年纪念活动”，从而危及了她的生命。
两名共和党国会办公室候选人呼吁处决奥马尔。2019年11月，奥马尔在国会的共和党对手丹妮尔·斯特拉（Danielle Stella）被禁止在推特上发帖，因为她建议如果认定奥马尔向伊朗传递信息有罪，就以叛国罪处以绞刑。2019年12月，另一位竞选国会议员的共和党人乔治·巴克也建议以叛国罪绞死奥马尔。作为回应，巴克被从全国共和党国会委员会的青年枪支项目中除名。最终两位候选人都没有赢得初选。

### 特朗普“回到他们祖国”推文
2019年7月14日，特朗普在推特上表示，小队——一个由奥马尔和其他三名有色人种年轻女议员组成的团体，其中大多数人在美国出生和长大——应该“回到”“他们原来的地方”。作为回应，奥马尔说特朗普“煽动白人种族主义”，因为他“对像我们这样的人在国会服役，反对你们充满仇恨的议程感到愤怒”。两天后，众议院以240票对187票谴责特朗普的“种族主义言论”。7月17日，据报道，美国平等就业机会委员会将“回到你原来的地方”列为“基于国籍的骚扰”的一个例子。
在7月17日北卡罗来纳州的一次竞选集会上，特朗普对“小队”发表了补充评论：“他们从来没有什么好说的。这就是为什么我说，‘嘿，如果你不喜欢，就让他们离开，让他们离开’”，以及“我认为在某些情况下，他们讨厌我们的国家”。他对奥马尔做出了一系列虚假和误导性的指控，包括指控她赞扬基地组织，并通过提及众多索马里平民伤亡来“诽谤”在摩加迪沙之战中作战的美国士兵。人群的反应是高呼“送她回去，送她回去”。特朗普后来称人群为“令人难以置信的人，令人难以置信的爱国者”，并指责奥马尔的种族主义和反犹主义。7月19日，他谎称奥马尔和小队的其他成员使用了“邪恶的犹太人”一词。
外国媒体广泛报道了特朗普关于奥马尔和小队的言论。社交媒体标签#IStandWithIlhanOmar很快在美国和其他国家流行起来。许多外国政客谴责特朗普的言论。7月19日，德国总理安格拉·默克尔表示：“我拒绝[特朗普的言论]，并与他所针对的国会女议员团结一致。”

### 网络仇恨言论目标
奥马尔经常成为网络仇恨言论的目标。根据社会科学研究委员会对2018年中期选举前几周内关于穆斯林候选人的11.3万多条推文的研究，奥马尔“是主要目标。在提到她的9万条推文中，大约有一半包含仇恨言论、伊斯兰恐惧症或反移民语言。”根据该研究，“关键主题包括穆斯林作为亚人类或‘特洛伊木马’，试图将伊斯兰教法强加给美国……这些乐子人中的很大一部分可能是由个人、组织或国家行为者运行的机器人或自动账户，试图传播政治宣传和仇恨言论。这是基于泄露的图像、命名模式、联系网页和选举后清洗帖子的广度。”

### 9·11评论和世界贸易中心封面
2019年4月11日，《纽约邮报》头版刊登了9月11日恐怖袭击后世贸中心被烧毁的图片，并引用了奥马尔上个月的一次演讲。标题为“众议员伊尔汗·奥马尔：9·11是'有些人做了某事'”，下面的标题补充道：“这是你的事情……2977人死于恐怖主义。”《华盛顿邮报》引用了奥马尔在最近的美国-伊斯兰关系委员会（CAIR）会议上的演讲。奥马尔在演讲中说：“CAIR是在9·11事件后成立的，因为他们认识到有些人做了一些事情，我们所有人（美国的穆斯林）都开始失去公民自由。”（CAIR成立于1994年，但许多新成员在2001年9·11袭击后加入。）
4月12日，特朗普总统转发了一段视频，该视频编辑了奥马尔的言论并删除上下文，显示她说：“有些人做了某事。”一些民主党代表谴责特朗普的转发，预测这将煽动暴力和仇恨。众议院议长南希·佩洛西呼吁特朗普“删除他不尊重和危险的视频”，并要求美国国会警察加强对奥马尔的保护。
4月30日，在黑人女性呼吁正式谴责特朗普的抗议活动中，奥马尔指责特朗普及其盟友煽动美国人反对犹太人和穆斯林。

### 劳伦·博伯特的评论
2021年11月，共和党众议员劳伦·博伯特表示，她与奥马尔共用一部电梯，她和一名国会警察都误以为奥马尔是恐怖分子。博伯特称奥马尔为“圣战小队”。奥马尔说她没有和博伯特共用电梯，这个故事是编造的，博伯特的评论是“反穆斯林的偏执”。

## 选举历史
| 党派          | 候选人                | 投票数  | 百分比 |
| ------------- | --------------------- | ------- | ------ |
| 民主党（DFL） | 伊尔汗·奥马尔（现任） | 214,224 | 74.3   |
| 共和党        | 西塞莉·戴维斯         | 70,702  | 24.5   |
| 海选          | /                     | 3,280   | 1.1    |

## 荣誉
奥马尔获得了明尼阿波利斯非洲移民媒体Mshale颁发的2015年社区领导奖。该奖项每年按读者人数颁发。
2017年，《时代》杂志将奥马尔列为“第一：改变世界的女性”之一，这是一篇关于46名在各自学科中打破障碍的女性的特别报道，并将她登上了9月18日的封面。她的家人被《Vogue》杂志评为“改变我们所知世界的五个家庭”之一，该杂志2018年2月刊刊登了安妮·莱柏维兹的照片。

## 媒体出镜
2018年，奥马尔出现在魔力红乐队的《像你一样的女孩》音乐视频中，该视频由卡迪·B主演。
2018年的纪录片《伊尔汗的时间》（由诺拉·夏皮罗执导，詹妮弗·斯坦曼·斯特宁和克里斯·纽伯里制作）记录了奥马尔的政治竞选活动。它被选为在翠贝卡电影节和米尔谷电影节上放映。
2019年7月，特朗普在推特上表示，由奥马尔和其他三名出生在美国的有色人种女议员组成的小队应该“回到”“他们来的地方”，奥马尔和小队的其他成员举行了一场新闻发布会，CNN录制了这场发布会并发布到了社交媒体上。
2020年10月19日，奥马尔与奥卡西奥-科尔特斯、Disguised Toast、Jacksepticeye和Pokimane一起在Twitch上玩流行游戏《我们之间》，鼓励主播在2020年大选中投票。这次合作获得了近50万次观看。

## 个人生活
2002年，奥马尔与艾哈迈德·阿布迪萨兰·希尔西（出生姓阿登）订婚。她说，他们有一段非官方的、基于信仰的伊斯兰婚姻。这对夫妇育有两个孩子，其中包括美国学校气候大罢课的三位主要组织者之一伊斯拉·希尔西。奥马尔表示，她和希尔西在2008年因信仰传统而离婚。
2009年，奥马尔与英籍索马里人艾哈迈德·努尔·赛义德·埃尔米结婚。根据奥马尔的说法，2011年，她和埃尔米因信仰而离婚，她与希尔西和解，并于2012年生下了第三个孩子。2017年，埃尔米和奥马尔合法离婚，奥马尔和希尔西于2018年合法结婚。2019年10月7日，奥马尔以婚姻“不可挽回的破裂”为由申请与希尔西离婚。离婚于2019年11月5日完成。
2020年3月，奥马尔与政治顾问蒂姆·迈尼特结婚，他的政治咨询公司E Street Group在2020年周期内从奥马尔的竞选活动中获得了278万美元的合同。竞选团队与迈尼特公司的合同成为她的民主党初选对手和保守派批评者的批评焦点，受到了当地和全国媒体的广泛关注。2020年11月17日，奥马尔的竞选团队终止了与迈尼特公司的合同，称终止合同是为了“确保任何用时间或金钱支持我们竞选的人都觉得这种支持没有问题。”
2020年，哈珀柯林斯出版了奥马尔与丽贝卡·佩利合著的回忆录《这就是美国的样子》。